# Constant Girard
Constant Girard (La Chaux-de-Fonds, 1825 – La Chaux-de-Fonds, 1903) è stato un orologiaio svizzero, noto per aver contribuito allo sviluppo dei sistemi di scappamento, in particolare del tourbillon. Il suo orologio più famoso, il tourbillon con tre ponti d’oro, viene ancora fabbricato oggi, in versioni moderne, dall'azienda svizzera di orologeria Girard-Perregaux.

## Biografia
All'inizio della sua carriera, Constant Girard fu apprendista di un orologiaio di La Sagne, sulle montagne di Neuchâtel, in Svizzera. Nel 1845 lavorò con l'orologiaio C. Robert. Intorno al 1852 inaugurò la sua ditta “Girard & Cie”, insieme al fratello maggiore Numa.
Nel 1854, dopo aver sposato Marie Perregaux (1831-1912) appartenente ad una famiglia di orologiai, fondò insieme a lei la società di orologeria Girard-Perregaux, ancora esistente, a La Chaux-de-Fonds. Il giro di affari della società crebbe rapidamente fino a raggiungere l'America e il Giappone.
Constant Girard si occupò anche della vita sociale politica ed economica di La Chaux-de-Fonds.

## Il Tourbillon con i tre ponti d'oro

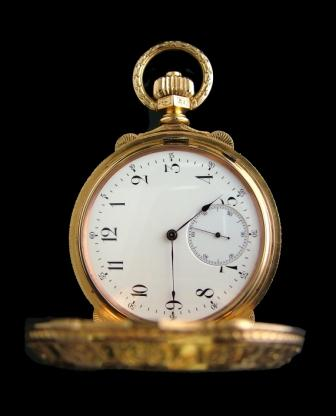
La Esmeralda, orologio da tasca con tre ponti d'oro

Constant Girard dedicò diversi anni allo studio e alla creazione di vari sistemi di scappamento, in particolare del tourbillon. Inventato all'inizio del XIX secolo, il tourbillon contrastava i diversi effetti della gravità su un orologio da polso in posizione verticale, grazie ad una gabbia mobile in cui è installato l'organo di regolazione.
Constant Girard concepì i tre ponti che fanno parte del movimento dell'orologio sotto forma di frecce parallele l'una all'altra. Con un disegno brevettato nel 1884, il suo tourbillon con tre ponti d'oro vinse una medaglia d'oro all'Esposizione Universale di Parigi del 1889.

## Altre creazioni
Constant Girard era inoltre interessato alla misurazione del tempo che illustrò nei suoi orologi a cronometro. Per le sue creazioni Girard-Perregaux è stata premiata con diverse medaglie d'oro e certificazioni da parte di esposizioni europee e americane, alcune delle quali sono in mostra al Museo Girard-Perregaux di La Chaux-de-Fonds in Svizzera.